# Ostrowski-Platz

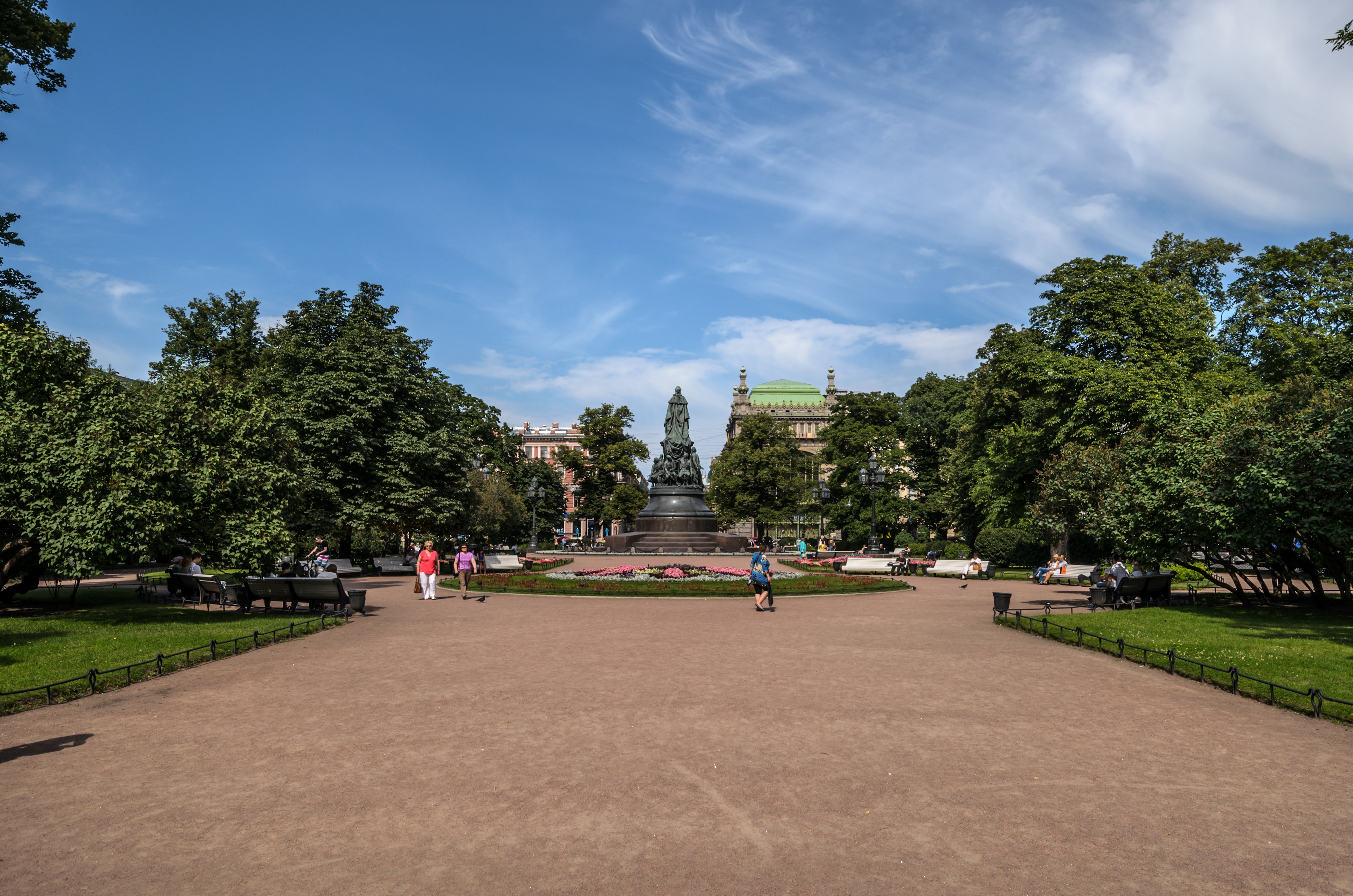
Ostrowski-Platz mit dem Denkmal für Katherina ΙΙ.

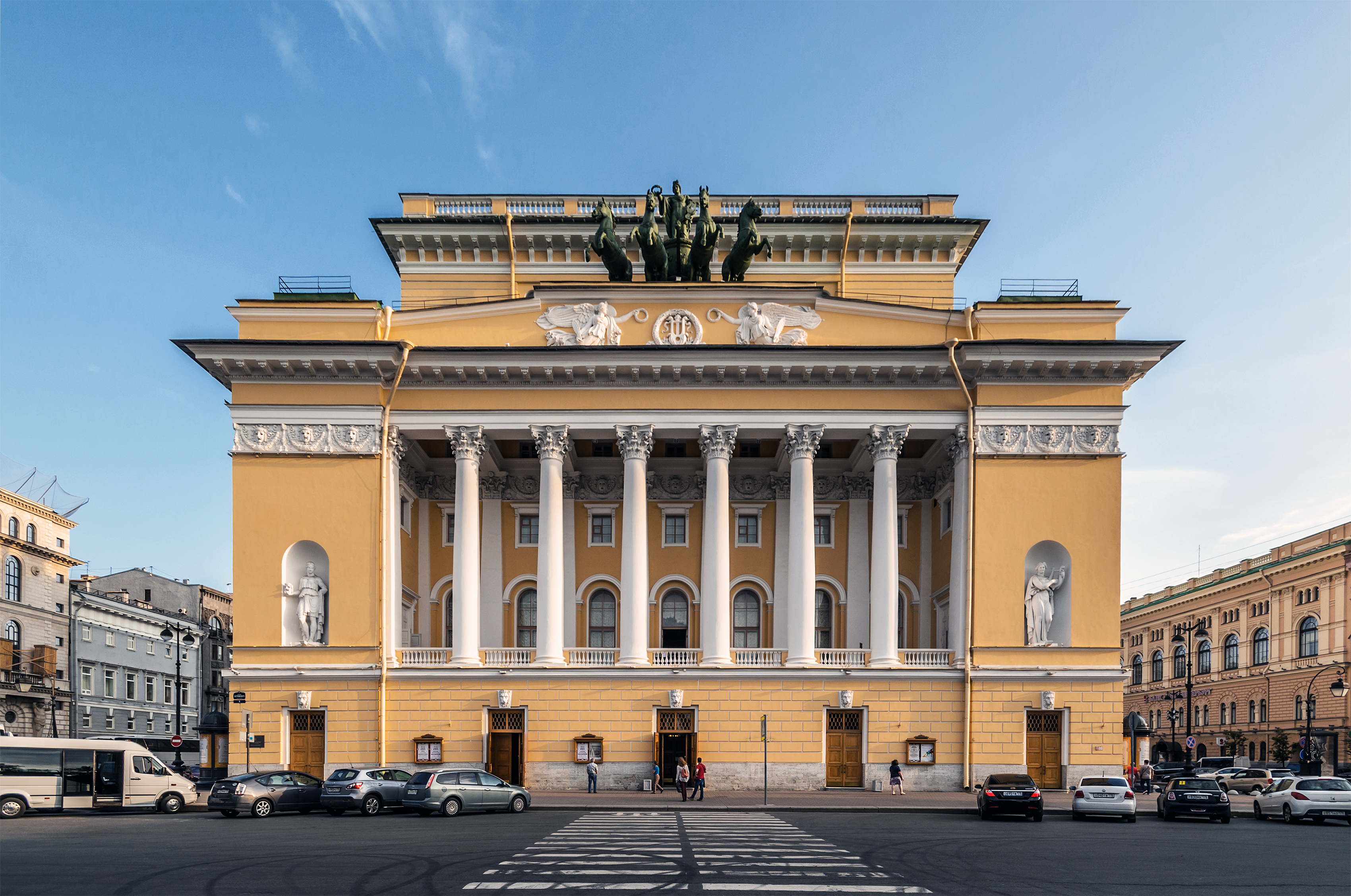
Alexandrinski-Theater – Portikus mit korinthischen Säulen

Ostrowski-Platz:
1 Katharinengarten.
2 Denkmal für Katherina ΙΙ.
3 Anitschkow-Palais (Palastgarten).
4 Alexandrinski-Theater.
5 Russische Nationalbibliothek.
6 Haus von Nikolai Petrowitsch Bassin.
7 Gebäude der St. Petersburger Stadtkreditgesellschaft.
8 Gebäude der Russischen Musikgesellschaft.
9 Gebäude des Ministeriums für öffentliche Bildung.
10 Gebäude der Direktion der Kaiserlichen Theaters.
11 Verwaltungsgebäude.
12 Bürogebäude der Moskauer-Vindavo-Rybinsker Eisenbahn.
13 Verwaltungsgebäude.
14 Bau eines neuen Hotels.
15-16 Pavillon des Gartens des Anitschkow-Palastes.

Der Ostrowski-Platz (russisch Площадь Островского / Ploschtschad Ostrowskogo, wiss. Transliteration Ploščad' Ostrovskogo) ist ein architektonisches Ensemble im zentralen Bezirk von Sankt Petersburg im historischen Zentrum der Stadt. Hier treffen sich Newski-Prospekt, Rossi-Straße, Malaja-Sadowaja-Straße und Krylowa-Gasse.
Der nach dem Dichter Alexander Nikolajewitsch Ostrowski benannte Platz entstand im 19. Jahrhundert auf Initiative des italienischen Architekten Carlo Rossi (1775–1849). Auf dem Gelände sind historische und kulturelle Denkmäler von föderaler Bedeutung: das Alexandrinski-Theater, die Nationalbibliothek (mit der Privatbibliothek Voltaires), Anitschkow-Palais, ein Denkmal für Katharina II., das Gebäude des Ministeriums für öffentliche Bildung und die Direktion des Kaiserlichen Theaters auf der Rossi-Straße, das Gebäude der St. Petersburger Stadtkreditgesellschaft.
Auch wenn nicht alle Vorstellungen Rossis vollständig umgesetzt wurden, zählt das Ensemble des Ostrowski-Platzes zu den bedeutenden Errungenschaften russischer Städtebaukunst und wurde in die UNESCO-Welterbeliste „Historisches Zentrum von Sankt Petersburg“ aufgenommen.